# I съезд народов Терека
I съезд народов Терека прошёл в Моздоке в январе 1918 года. В его работе приняли участие 400 делегатов, из них 53 — из Балкарии и Кабарды. На съезде возник политический блок, объединивший эсеров, меньшевиков, большевиков и керменистов. Съезд избрал временный народный совет Терской области. Съезд обратился к народам Терека с воззванием, в котором призывал формировать органы новой власти.

## Предыстория
В начале 1918 года разгул контрреволюции на Северном Кавказе стал ослабевать. Это было связано с разложением её вооружённых сил под влиянием большевистской агитации и расколом среди казачьего и осетинского офицерства. Значительная часть офицеров, недовольных недостаточно решительной, по их мнению, борьбой верхов казачества против чеченцев и ингушей, которых они считали «извечными врагами казачества», выступила против войскового правительства, создала «военно-революционные советы» и объявила их властью на местах. Эти советы добивались «законного» объявления войны вайнахам и вовлечения в эту войну всего русского населения области, Советов рабочих и солдатских депутатов и их революционных комитетов. В январе 1918 года руководство военно-революционного совета Сунженской линии обратилось в ревком Моздокского Совета депутатов с вопросом «о борьбе с чеченцами и ингушами». Представители Моздокского Совета и ревкома заявили, что будут бороться за мирное решение проблемы и предложили созвать съезд народов Терека. Представители военно-революционного совета, надеясь сформировать удобные для себя органы власти и получить санкцию съезда на проведение своей политики, согласились с этим предложением.
В регионе сложилось равновесие сил: контрреволюционные силы лишились поддержки населения, сторонники революционных преобразований не оправились от разгрома в ноябре-декабре 1917 года. Большевики развернули работу по созданию широкой коалиции сил, противостоящих реакции. Поскольку на этом этапе о провозглашении советской власти на Северном Кавказе говорить было преждевременно, они пытались объединить потенциальных сторонников идеей создания демократической республики, тем более, что эта идея независимо выдвигалась и другими сторонниками демократических преобразований. В созданный на этой базе блок, кроме большевиков, вошли эсеры, меньшевики и керменисты.
На съезде большевики планировали добиться признания власти Совнаркома РСФСР пока без установления Советской власти в Терской области. Для продвижения этой идеи была создана группа партийных работников вне социалистического блока, которые не были связаны условиями соглашения с другими партиями. В группу входили С. Г. Мамсуров, Г. Г. Анджиевский, руководитель Кизлярского совета депутатов Меликянц.

## Съезд
Съезд начал работу 25 января 1918 года. В его работе принимали участие около 400 депутатов. На съезде присутствовали представители всех народов Терской области, за исключением чеченцев и ингушей, которые не были приглашены по настоянию казачьего офицерства. Делегатами съезда от большевиков были избраны С. М. Киров, С. Г. Буачидзе, С. Г. Мамсуров, Г. Г. Анджиевский, Н. Ф. Гикало и другие.
Представители офицерства попытались навязать съезду свою повестку, включавшую в себя объявление «законной» войны чеченцам и ингушам. Однако большинство делегатов съезда приняли сторону социалистического блока. Так, представители осетинской делегации высказали желание «поддержать со всей демократией гражданский мир и братство народностей области». В таком же духе высказались балкарская и кабардинская делегации.
На заседании 28 января был поднят вопрос о признании Совнаркома РСФСР, однако представителям офицерства удалось снять его с повестки дня. Большевики, чтобы не разрушить с трудом созданный социалистический блок, по тактическим соображениям не стали настаивать на этом пункте.
На заключительном заседании был сформирован состав Терского областного народного Совета, в который на пропорциональных началах вошли представители всех народов области. Членами Совета были избраны Киров и Буачидзе. Председателем Совета стал левый эсер Ю. Г. Пашковский.
Народному Совету было поручено провести подготовку к следующему съезду народов Терека, который было запланировано провести в Пятигорске. Для проведения этой работы Совет переехал в Пятигорск.